# Libanon Lyceum

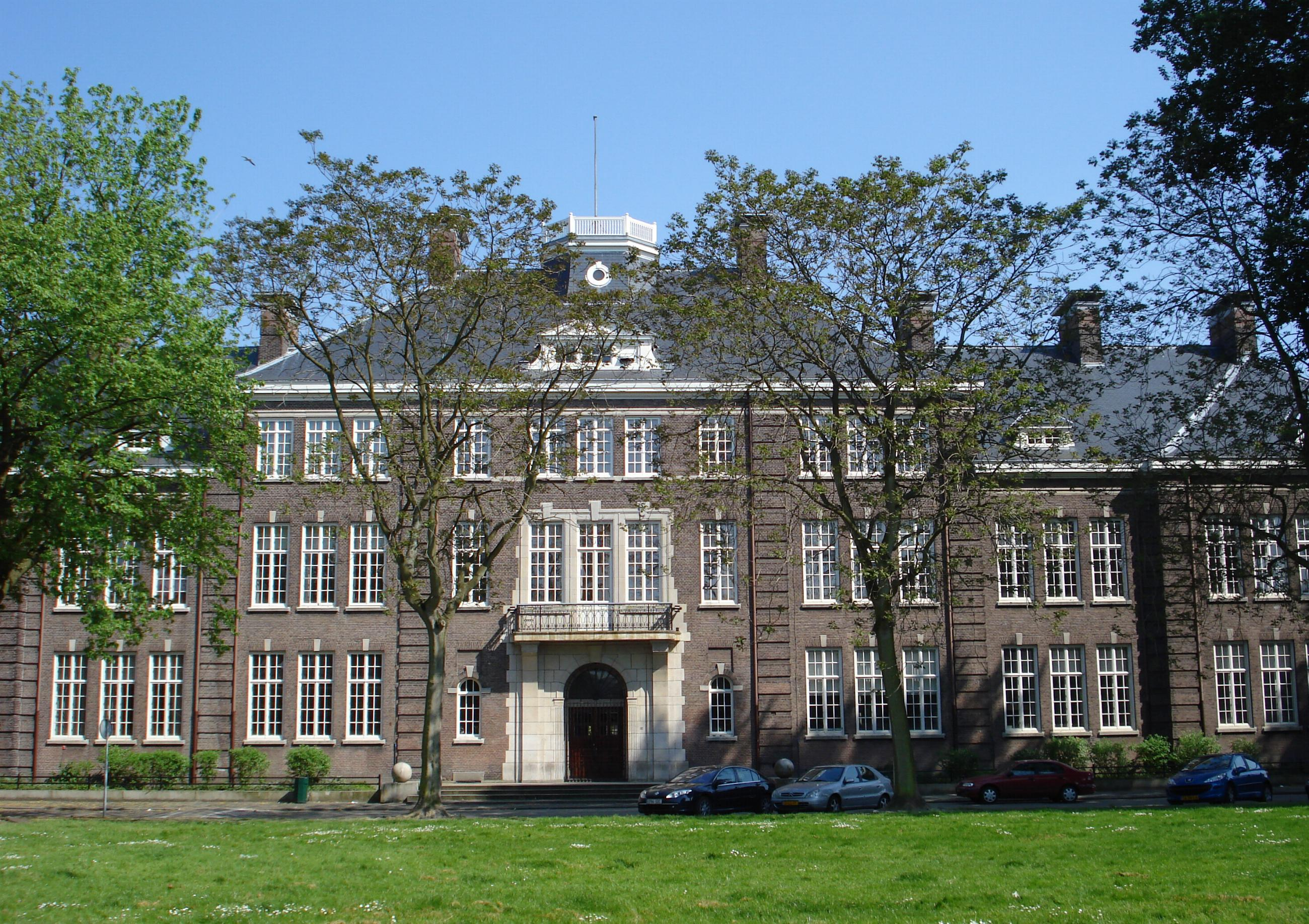
Ramlehweg 6 in Rotterdam (Rijksmonument 1913 van Marinus Jan Granpré Molière)

Het Libanon Lyceum is een openbare school voor voortgezet onderwijs voor mavo, havo, en vwo (Atheneum, Gymnasium en Technasium) in Rotterdam.
De school beschikt over twee gebouwen, de onderbouw krijgt les op de Mecklenburglaan en de bovenbouw op de Ramlehweg.

## Geschiedenis
Het Libanon Lyceum begon in 1909 als "2e HBS met vijfjarige cursus" in een oud schoolgebouw. In 1913 verhuisde de school naar het nieuw gebouwde pand aan de Ramlehweg 6 (tot 1938 Libanonstraat). Gedurende 1949-1965 was Coen Deering rector van de school. In 1950 kwam er een gymnasiumafdeling bij en werd de Libanon HBS het Libanon Lyceum. In 1968 volgde een fusie met de MMS aan de Mecklenburglaan en de Willem Ruysmavo. Vanaf die tijd kent de school een mavo-, havo- en atheneum/gymnasiumopleiding. In 1965 werd de HBS uitgebreid met een experimentele havo-afdeling, en rond 1970 werd de Libanon-scholengemeenschap opgericht. Het hoofdgebouw aan de Ramlehweg is een rijksmonument, net als de conciergewoning aan de Cederstraat en de gymnastiekzaal aan de Palestinastraat. Het gebouw aan de Mecklenburglaan dateert uit 1921 en is eveneens een rijksmonument, evenals het aparte gymnastieklokaal en de conciërgewoning. Het was gebouwd als de tweede H.B.S. voor Meisjes in Rotterdam, die was opgericht in 1872. In september 1939 werd het gebouw gevorderd voor de Rotterdamse mariniers en begon voor de school een jarenlange zwerftocht door de stad. In 1940 werd het pand in gebruik genomen door de Duitsers, en na de bevrijding in 1945 bivakkeerden er Canadezen. Van 1945 tot ongeveer 1950 was het gebouw ingericht als noodziekenhuis.

## Wereldklassen
Het Libanon Lyceum kent het onderwijskundig concept Wereldklassen, dat uitgaat van betekenisvol onderwijs met behulp van activerende didactiek. Ook is er expliciete aandacht voor de vaardigheden samenwerken, reflecteren, verantwoordelijkheid nemen en doorzetten.
Wereldklassen werken meestal met blokuren; twee lesuren van 45 minuten achter elkaar. Hierdoor kan er dieper op de lesstof worden ingegaan.
Het rapport wordt in de Wereldklassen op een andere wijze afgegeven dan gebruikelijk. De rapportbespreking vindt plaats met de leerling, de mentor en de ouder(s) of verzorger(s). De leerling bespreekt dan wat hij/zij goed kan en wat hij/zij wil verbeteren. Deze rapportbespreking wordt Student Led Conference genoemd.
Het Libanon Lyceum biedt sinds 2011 ook Technasium aan, een formule voor beter bètaonderwijs voor havo en vwo. Voor de mavoleerlingen heeft de school een eigen concept ontwikkeld, genaamd Bèta Challenge.

## Trivia
- Het Libanon Lyceum doet sinds 2007 jaarlijks mee aan de FIRST Lego League. In 2014 won de school de Beneluxfinale en mocht meedoen aan de Wereldkampioenschappen in St. Louis in de Verenigde Staten. Daar werd een derde prijs behaald in de categorie robot-hardware.

## Bekende oud-leerlingen
- Dirk Jan Struik (1894-2000), wiskundige
- Cornelis van Traa (1899-1970). stedenbouwkundige
- Pieter Jan Bouman (1892-1977), socioloog
- Coen van Emde Boas (1904-1981), seksuoloog
- Ruud Meischke (1923-2010), architect actief in monumentenzorg
- Henk Hofland (1927-2016), journalist, columnist, essayist
- Elly Ameling (1933), zangeres
- Maarten Vink (1935), voetbaltrainer
- Theo Damsteegt (1949), Indiakundige en Surinamist.
- Charlotte Besijn (1962), actrice en voormalig balletdanseres.
- Glenda Peters (1965), zangeres
- Robin van Galen (1972), oud-waterpolospeler en waterpolocoach.
- Wart Kamps en zijn tweelingbroer Tim Kamps (1977), cabaretiers en acteurs
- Ibra Randolphe (1989), musicus
- Martin Rombouts (1992), winnaar De Slimste Mens en schrijver